# Vincent Landel
Vincent Louis Marie Landel SCI di Béth (ur. 25 sierpnia 1941 w Meknes) – francuski duchowny katolicki, arcybiskup Rabatu w latach 2001-2017.
Święcenia kapłańskie otrzymał 29 czerwca 1969.
3 grudnia 1999 papież Jan Paweł II mianował go arcybiskupem koadiutorem stołecznej archidiecezji Rabat. Sakry biskupiej udzielił mu 26 lutego 2000 ówczesny arcybiskup Rabatu - abp Hubert Michon. Pełnię rządów w diecezji objął 5 maja 2001 po przejściu poprzednika na emeryturę.
29 grudnia 2017 papież Franciszek przyjął jego rezygnację złożoną ze względu na wiek.